# Spilosoma dornesi
Spilosoma dornesi är en fjärilsart som beskrevs av Charles Oberthür 1879. Spilosoma dornesi ingår i släktet Spilosoma och familjen björnspinnare. Inga underarter finns listade i Catalogue of Life.